# Доходный дом Солодовникова (Лебяжий переулок)
Дохо́дный дом Солодо́вникова (Лебя́жий переу́лок) —   доходный дом Петра Гавриловича Солодовникова, старшего сына  Гаврилы Гавриловича Солодовникова. Построен 1913 году по проекту архитектора С. М. Гончарова по адресу Лебяжий переулок, дом № 1/9с9.Также существует его название Дом с майоликами.

## История
Участок недалеко от Кремля у слияния реки Неглинной с Москвой-рекой неоднократно менял владельцев.  До 1780-х годов квартал, в котором теперь расположен дом в Лебяжьем переулке, оставался за потомками Зотова и Головина. 
В 1868 году участок приобрёл губернский секретарь Михаил Андреевич Попов и устроил здесь водочный завод. После смерти Михаила Александровича Попова завод перешёл к его вдове, Ирине Сергеевне, а затем  в 1878 году  его купили братья Протопоповы, учредившим «Товарищество водочного завода преемников вдовы Поповой». Владение интенсивно застраивалось — ставились корпуса по Лебяжьему переулку, по направлению к Неглинной улице (прежнее название Манежной улицы).  «Товарищество...» просуществовало на этом участке до 1908 года.
В 1911 году участок приобрёл Петр Гаврилович Солодовников, член совета директоров Нижегородско-Самарского земельного банка и  сын известного промышленника и мецената  Г. Г. Солодовникова. По заказу Петра Гавриловича в 1912 году архитектор С. М. Гончаров перестроил складские помещения в западной части владения (со стороны Ленивки) и по Лебяжьему переулку. Там разместились театр миниатюр на 520 мест и синематограф на 280 мест. Со двора к ним было пристроено помещение для фойе, а перестроенное здание по Кремлёвской набережной использовалось как вход в театр и для театральных касс. Помимо зданий театра перестройке подверглось расположенное рядом двухэтажное здание по Лебяжьему переулку, незадолго до того горевшее.
В 1912 году всё тем же архитектором С. М. Гончаровым был построен трёхэтажный доходный дом. В 1913 году дом был достроен на один этаж и оборудован лифтами.

### Использование
В настоящее время здании нынче расположены жилые квартиры и хостел «Кремлёвский».

## Архитектура
Получившаяся постройка была, в общем-то, совершенно заурядной, но её выделяли замечательные керамические панно под самой её кровлей, давшие дому название «дом с майоликой».

С улицы видны (трудноразличимые) подписи под былинно-батальными сценами; это цитаты из баллады А. К. Толстого «Боривой»: 
«Сшиблись вдруг ладьи с ладьями, и пошла меж ними сеча, брызжут искры, кровь струится, треск и вопль в бою сомкнутом…»

Всего на доме размещены пять панно: 
По предположению исследователей В. Петровой, М. В. Нащокиной и С. Величко, рельефные детали самого большого центрального панно с девушкой в окружении морского царства выполнены по отливкам М. А. Врубеля. Кстати, эту же девушку с сережкой можно встретить… в Таганроге. Двухэтажный особняк Шаронова (музей градостроительства и быта, ул. Фрунзе, д. 80). Существует даже предположение, кто именно изображен на панно — балерина Гузикевич, о которой, к сожалению, почти ничего не известно. Но возможно, она работала в театре Солодовникова, и тогда её изображение могло служить также и рекламой.
По обеим сторонам центрального панно в соседних аттиках расположены ещё две картины с изображением батальной сцены.
Подлинное авторство панно со стихотворными строками не установлено. Предположительно, это Врубель.

## Интересные факты
- На 2019 год здание числится по адресу Кремлёвская набережная, дом № 1/9с9 .
- В коммунальной квартире этого дома 6 сентября 1923 года  родился Александр Петрович Межиров.
- В этом доме дважды (осенью 1913 и весною 1917 гг.) жил Борис Леонидович Пастернак: «Вернувшись в Москву, Пастернак снял маленькую комнату у въезда в Лебяжий переулок (дом 1, кв. 7). Ее окно выходило на Кремль и Софийскую набережную, поверх деревьев Александровского сада, который в этом месте был гораздо шире теперешнего. „Коробка с красным померанцем — моя каморка…“ — писал он об этой комнате в 1917 году в стихотворении „Из суеверья“. Это значило — размером со спичечный коробок. Сравнение было понятно современникам: на этикетке спичек часто изображался яркий оранжево-красный померанец, горьковатый родственник апельсина».Борис Пастернак. «Биография»